# 1091 Спірея
1091 Спірея (1091 Spiraea) — астероїд головного поясу, відкритий 26 лютого 1928 року.
Тіссеранів параметр щодо Юпітера — 3,139.
Названо на честь спіреї (Spiraea L.) — роду рослин родини розуватих.